# Season of Glass
Season of Glass é o primeiro extended play (EP) do grupo feminino sul-coreano GFriend. Foi lançado pela Source Music em 15 de janeiro de 2015 e distribuído pela Genie Music. O álbum contém 5 faixas, incluindo o single "Glass Bead" e duas faixas instrumentais. O álbum chegou até a nona posição na principal tabela musical sul-coreana, Gaon Album Chart e vendeu mais de 20,000 unidades em solo coreano. GFriend promoveu o álbum com uma série de performances televisadas ao vivo nos programas musicais da Coreia do Sul. Sua estreia foi comparada com a estreia de Girls' Generation, com a música e coreografia de "Glass Bead", sendo remanescente de "Into the New World".

## Lançamento e promoção
Em novembro de 2014, a gravadora Source Music anunciou o advindo lançamento de seu primeiro girl group, chamado GFriend. Em 5 de janeiro, o grupo inteiro foi revelado e a data de lançamento de seu extended play foi anunciado.  o EP de estreia do GFriend foi lançado em download digital em 15 de janeiro, e foi lançado como em formato de CD no dia seguinte. O videoclipe para o single "Glass Bead" foi produzido por Zanybros e dirigido por Hong Won-ki. GFriend foi  pensado para atingir um público adolescente, e seu vídeo musical é filmado em várias localidades escolares, incluindo uma sala de aula e um ginásio. "Glass Bead" é a primeira música da "Série Escolar" do grupo e representa o início do semestre escolar e sobre passar bons tempos com os amigos.
GFriend promoveu o álbum com performances de "Glass Bead" em vários programas músicais, começando com Music Bank em 16 de janeiro. Elas apresentaram uma imagem "inocente e jovial", vestindo trajes inspirados em líderes de torcida com penteados simples e maquiagem mínima. Em contraste com a sua aparência, a coreografia do grupo foi descrita como "poderosa" e "energética".

## Produção e composição
"Glass Bead" e "White" foram escritas por Iggy e Seo Yong-bae, que previamente escreveram músicas como "Heaven" da Ailee e "Catallena" de Orange Caramel. Seo Yong-bae é um produtor local na Rainbow Bridge World. "Neverland" foi composto por Yoon Woo-seok do ZigZag Note e Kang Myeong-shin, com letra por Kim Seo-jun e Kim Yong-hwan (Eden Beatz).
"Glass Bead" é uma música dançante de bubblegum pop com um "som de cordas magnificente, batidas poderosas, e melodia flúida e emocional". A letra da música vem da perspectiva de uma garota jovem, que diz que ela não vai quebrar facilmente, apesar de parecer frágil como uma conta de vidro, e que irá brilhar por aquela pessoa que ela ama. Originalmente, uma música diferente e mais "suave estava para ser o single do album. Quando o manager do GFriend tocou "Glass Bead" para o grupo, elas instantaneamente gostaram. Sowon falou que a música "dá uma sensação de correr em volta do ginásio constantemente, o que pensei que combina mais com nós" Apesar da música ser muito comparada com a música de estreia de Girls' Generation, "Into the New World", ela as lembrou dos grupos Fin.K.L e S.E.S., Girl groups coreanos do final dos anos 90 e do início dos anos 2000. "Neverland" é uma música de dança com guitarras e sintetizadores "poderosos", demonstrando harmonia vocal no coro, e "White é uma música de dança médio-tempo remanscente dos anos 90.

## Recepção
O álbum estreou no Gaon Album Chart em #12, e chegou até a #9 na segunda semana de fevereiro. Foi o trigésimo oitavo álbum mais vendido durante o mês de janeiro, vendendo 1,146 cópias físicas. "Glass Bead" entrou no Gaon Digital Chart na posição #89 e chegou até a posição #25 na semana seguinte. O vídeo musical do single foi o nono vídeo de K-pop mais visto globalmente durante o mês de janeiro.
No fim de janeiro, GFriend foi incluído na lista da "Top 5 artistas de K-Pop para ficar de olho em 2015" da Billboard. Jeff Benjamin disse que GFriend, junto de outro girl group novo Lovelyz, estavam "liderando uma nova onda de atos femininos com uma visão inocente clássica", em contraste com o popular estilo "sexy" de 2014. Ele disse que o "som doce" e a coreografia "sem parar" de "Glass Bead" trouxe uma "nostalgia inegável" do  single de estreia de Girls' Generation, "Into the New World". Escrevendo para o Fuse, ele disse que GFriend era "arguivelmente o mais bem-sucedido" girl group inocente e chamou "Glass Bead" de uma "joia nostálgica". Ele concluiu com que o grupo necessita agora criar uma identidade para si mesmas, ou "arriscar ser nada mas uma homenagem a Girls' Generation".

## Lista de faixas
| N.º            | Título                               | Arranjo          | Duração |  |
| 1.             | "Season of Glass" (Intro)            | Iggy Seo         | 1:13    |  |
| 2.             | "Glass Bead" (유리구슬; Yuri Guseul) | Iggy Seo         | 3:23    |  |
| 3.             | "Neverland"                          | ZigZag Note Kang | 3:11    |  |
| 4.             | "White" (하얀마음; Hayan Maeum)      | Iggy Seo         | 3:45    |  |
| 5.             | "Glass Bead" (Instrumental)          | Iggy Seo         | 3:23    |  |
| Duração total: | Duração total:                       | Duração total:   | 14:55   |  |

## Créditos
Creditos adaptados do álbum.
Locais
- Gravado em K-Note Studio
- Gravado em Hong Sound (track 2)
- Gravado em Big Hit Studio (track 2)
- Mixado em Cube Studio
- Masterizado em Suono Mastering

Pessoal
- GFriend - vocais de apoio (tracks 2–5)
- Seo Yong-bae - programamento de percussão (tracks 1–2, 5)
- Iggy - piano (tracks 1–2, 5), piano elétrico (track 4), sintetizador (tracks 1–2, 4–5)
- Kwon Seok-hong - arranjo de cordas (tracks 2, 5)
- Kim So-ri - vocais de apoio (tracks 2–5)
- Jung Jae-pil - guitarra (tracks 2–3, 5)
- Yoong strings - cordas (tracks 2, 5)
- Kim Gi-wook - baixo (track 3)
- No Eun-jong - guitarra (track 3)

## Desempenho nas tabelas musicais
| Tabela Musical                   | Melhor posição |
| -------------------------------- | -------------- |
| Coreia do Sul (Gaon Album Chart) | 9              |

### Vendas
| País                       | Vendas |
| -------------------------- | ------ |
| Coreia do Sul (Gaon Chart) | 21,930 |